# Escut de Sorpe
L'escut oficial de l'entitat municipal descentralitzada de Sorpe fou aprovat el 19 de gener del 2005 i publicat al Diari Oficial de la Generalitat de Catalunya el 22 de febrer del mateix any. Té el següent blasonament: 
Escut caironat: d'argent, un isard de sinople arrestat i contornat.

## Significació
L'isard, un animal típic d'aquesta contrada pirinenca, és un senyal tradicional del poble, antic municipi avui integrat dins d'Alt Àneu. Precisament l'isard de Sorpe apareix representat al tercer quarter de l'escut d'Alt Àneu. Com és preceptiu en tots els escuts de les entitats municipals descentralitzades, aquest tampoc porta corona.

## Història

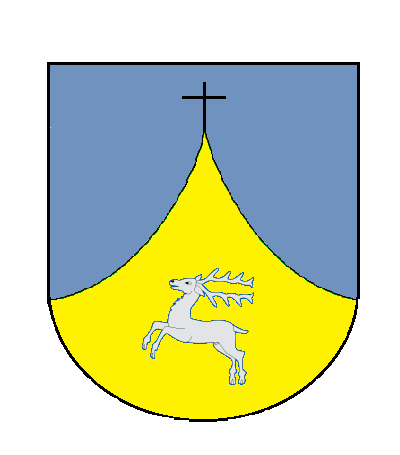
Antic escut del municipi de Sorpe

L'antic municipi de Sorpe, a la comarca del Pallars Sobirà, va tenir un escut tallat en fistó, amb una creu, centrada al cim del punt de les dues ones. Dalt, atzur; baix, d'or, amb un cérvol de colors naturals. Perdé vigència el 1970, quan foren agrupats els termes d'Isil, Son, Sorpe i València d'Àneu en el municipi de nova creació d'Alt Àneu. El 15 de juliol del 1992, després de 20 anys sense escut normalitzat segons la normativa vigent, el nou municipi adoptà l'escut d'Alt Àneu.